# Iwo Iliew
Iwo Krasimirow Iliew (bułg. Иво Красимиров Илиев; ur. 31 lipca 2000) – bułgarski zapaśnik walczący w stylu klasycznym. Zajął 24. miejsce na mistrzostwach świata w 2024.  
Dziewiąty na mistrzostwach Europy w 2023. Trzeci na ME U-23 w 2019 i 2023 roku.